# A Meta
The Goal: A Process of Ongoing Improvement é um livro escrito por Eliyahu M. Goldratt e Jeff Cox e publicado em 1984. Há várias edições deste livro, publicadas em língua Portuguesa. Entre outras, a do IMAM (A Meta, de 1990) e a da Educator (A Meta: Um Processo de Aprimoramento Contínuo, várias edições publicadas desde fins da década de 80)
Jonah é um dos personagens centrais deste livro, traduzido no Brasil como "A Meta: Um Processo de Melhoria Contínua", Jonah personaliza a figura do consultor, lecionando as idéias da teoria das restrições ao protagonista do livro, um romance com abordagem empresarial narrado em primeira pessoa.
A leitura deste livro ou assistir o filme criado sobre o tema vai mudar sua forma de ver a si mesmo e ao mundo. O simples exemplo que Jonah nos dá sobre a excursão de escoteiros mirins permite você descobrir que tudo é tão bom quanto o pior de tudo, você é tão rápido em uma estrada quanto o mais lerdo da fila(vide o caminhão tijoleiro na BR 101!), você é tão ético quanto o ato menos ético que fez, etc.
A teoria das restrições é aqui apresentada de forma simples e muito elucidativa.